# 里克·卡斯多普
里克·卡斯多普（荷蘭語：Rick Karsdorp；1995年2月11日—），是一名荷蘭職業足球員，現時效力荷甲球隊PSV燕豪芬，荷蘭國家足球隊成員。他原本司職進攻中場，後來改打右閘。

## 球會生涯

### 飛燕諾
卡斯多普於VV Schoonhoven開始其職業生涯，其後被荷蘭足球甲組聯賽球隊飛燕諾相中，加入球隊的青年軍。2014年8月6日，他在歐洲聯賽冠軍盃客負3比1的比賽中首次為球隊上陣，於第69分鐘後備入替。

### 羅馬
2017年6月28日，卡斯多普轉會至意大利甲組足球聯賽球隊羅馬，轉會費約1400萬歐元，加上附加條款後費用可高達1900萬歐元，簽約5年。他成為飛燕諾歷史上售價最高的球員。

## 國家隊生涯
2015年9月，卡斯多普首次獲荷蘭國家足球隊的徵召，參加對陣哈萨克斯坦國家足球隊和捷克國家足球隊的2016年歐洲國家盃外圍賽。2016年3月，他再次納入國家隊參加對陣英格蘭國家足球隊和法國國家足球隊的友誼賽大軍名單。

## 生涯統計

### 球會
截至2017年5月14日
| 球會     | 賽季        | 聯賽             | 聯賽 | 聯賽 | 盃賽   | 盃賽   | 洲際比賽 | 洲際比賽 | 其他 | 其他 | 總計 | 總計 |
| 球會     | 賽季        | 聯賽             | 出場 | 入球 | 出場   | 入球   | 出場     | 入球     | 出場 | 入球 | 出場 | 入球 |
| 荷蘭     | 荷蘭        | 荷蘭             | 聯賽 | 聯賽 | 荷蘭盃 | 荷蘭盃 | 歐洲賽事 | 歐洲賽事 | 其他 | 其他 | 總計 | 總計 |
| -------- | ----------- | ---------------- | ---- | ---- | ------ | ------ | -------- | -------- | ---- | ---- | ---- | ---- |
| 飛燕諾   | 2014-15賽季 | 荷兰足球甲级联赛 | 19   | 0    | 0      | 0      | 1        | 0        | 1    | 0    | 21   | 0    |
| 飛燕諾   | 2015-16賽季 | 荷兰足球甲级联赛 | 29   | 0    | 6      | 0      | –        | –        | –    | –    | 35   | 0    |
| 飛燕諾   | 2016-17賽季 | 荷兰足球甲级联赛 | 30   | 1    | 4      | 0      | 6        | 0        | 1    | 0    | 41   | 1    |
| 飛燕諾   | 總計        | 總計             | 78   | 1    | 10     | 0      | 7        | 0        | 2    | 0    | 97   | 1    |
| 生涯總計 | 生涯總計    | 生涯總計         | 78   | 1    | 10     | 0      | 7        | 0        | 2    | 0    | 97   | 1    |

## 榮譽

### 俱樂部
飛燕諾
- 荷兰足球甲级联赛：2016-17賽季（英语：2016–17_Eredivisie）
- 荷蘭盃：2015-16賽季

 羅馬
- 歐足聯歐洲協會聯賽：2021–22

## 外部連結
- Soccerway資料庫：里克·卡斯多普
- 里克·卡斯多普於OnsOranje網站上的資料